# Lank
Lank – wieś w Anglii, w Kornwalii. Leży 77 km na północny wschód od miasta Penzance i 338 km na zachód od Londynu.